# Сухий Бурлук
Сухий Бурлук — річка у Великобурлуцькій селищній громаді Куп'янського району та Печенізькій селищній громаді Чугуївського району Харківської області. Права притока Середнього Бурлуку (басейн Дону).

## Опис
Довжина 18 км, похил річки — 2,9 м/км. Формується з багатьох безіменних струмків та водойм. Площа басейну 131 км².

## Розташування
Сухий Бурлук бере початок на західній околиці села Полковниче. Тече переважно на захід в межах сіл Лозового та Нового Бурлуку. На західній околиці села Приморського впадає у річку Середній Бурлук, праву притоку Великого Бурлуку.

## Притоки
Від витоку до гирла:
- Яр Жолобок - витік річки у Великобурлуцькій громаді[1]
- Яр Лозовий - права притока у Великобурлуцькій громаді. Протікає через село Красне, впадає у Сухий Бурлук у селі Лозове.[2]
- Яр Корнильців - права притока у Печенізькій громаді. Впадає між селами Лозове та Новий Бурлук[3]
- Яр Синенький - права притока у Печенізькій громаді. Впадає східніше села Новий Бурлук[4]
- Яр Ружанський (також Балка Кулешова) - права притока у Шевченківській і Печенізькій громадах. Бере початок на північному сході від села Великі Хутори, тече спочатку на північний захід, потім на північ і впадає у Сухий Бурлук на східній околиці села Новий Бурлук[5]
  - Яр Ковшарів - права притока яру Ружанського[6]
  - Кулішів Яр - права притока яру Ружанського[7]
  - Яр Однодвірців - права притока яру Ружанського[8]
- Губченків Яр - права притока у Печенізькій громаді, впадає у селі Новий Бурлук[9]
- Величків Яр - права притока

Інші притоки (точне розташування не вказане): Зайців, Нижина Балка (праві)